# Mathieu Khedimi
Mathieu Khedimi (Saint-Estève, Francia, 19 de febrero de 1964-ibídem, 31 de diciembre de 2023) fue un jugador y entrenador de rugby francés que jugó en las posiciones de hooker y lock.

## Carrera

### Club
Jugó toda su carrera con el AS Saint-Estève de 1982 a 1997, equipo con el que fue campeón nacional en cuatro ocasiones y  campeón de copa cuatro veces.

### Selección nacional
Jugó para Francia en nueve ocasiones de 1987 a 1994, anotó un trie y cuatro puntos, y participó en dos ediciones de la Copa Mundial de Rugby League.

### Entrenador
| Periodo   | Club                     |
| --------- | ------------------------ |
| 1997-2000 | AS Saint-Estève          |
| 2003-2005 | Union Treiziste Catalane |

## Logros

### Jugador
- Campeonato de Francia (4): 1989, 1990, 1993, 1997
- Coupe de France Lord Derby (4): 1987, 1993, 1994, 1995

### Entrenador
- Campeonato de Francia (1): 1998
- Coupe de France Lord Derby (1): 1998